# Boronia jucunda
Boronia jucunda är en vinruteväxtart som beskrevs av M. F. Duretto. Boronia jucunda ingår i släktet Boronia och familjen vinruteväxter. Inga underarter finns listade i Catalogue of Life.